# Tanga (selo)

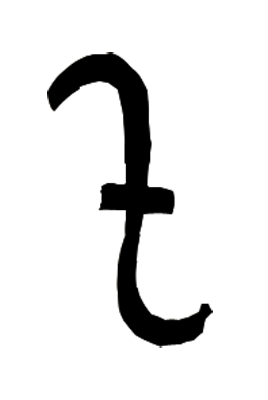
Tanga de Caidu, da Casa de Oguedai

Tanga ou danga (em turco antigo: 𐱃𐰢𐰍𐰀; em turco: tamga ou damga, lit. "marca" ou "sinal") é um selo ou estampa usada pelos povos turcomanos. No tempo do Ilcanato (r. 1256–1335/1353), sob o nome de altanga (āl tamḡā, lit. "selo vermelho"), era o selo supremo do ilcã. Por extensão, podia significar "documento com um selo vermelho". Dada sua relevância, o altanga foi usado no Sultanato Jalaírida, na Horda Dourada, no Império Timúrida e mesmo na Índia, segundo ibne Batuta.